# Лебедев, Андрей Викторович
Андрей Викторович Лебедев (род. 24 марта 1984, Донецк) — российский муниципальный деятель и политик. Депутат горсовета. Глава администрации города и городского округа Феодосия (2021—2022). Осуждён в 2024 году за коррупцию на срок 8 лет.

## Биография
Родился 24 марта 1984 года в Донецке.  В 2007 году закончил Донецкий национальный технический университет, специальность - электромеханические системы автоматизации и электропривод. В 2014 году в связи с началом военных действий переехал в Крым, с 2015 года проживает в Феодосии. Занимал должность директора феодосийского филиала предприятия «Крымхлеб» (2015-2021). 
Депутат Феодосийского городского совета второго созыва по одномандатному избирательному округу №7.
10 декабря 2021 года утвержден депутатами в должности главы администрации Феодосии. За кандидатуру Лебедева проголосовали 26 из 27 депутатов.
В июле 2022 года после беседы с главой Крыма Сергея Аксёнова он написал заявление об отставке. Глава Крыма прокомментировал, что руководству города было дано время на устранение существующих системных недостатков, но результаты работы оказались неудовлетворительными.
В январе 2023 он был задержал и арестован судом по подозрению в превышении полномочий и махинациях с земельными участками.
9 декабря 2024 года суд вынес приговор Феодосии Андрею Лебедеву, который признан виновным в коррупционных преступления и превышении должностных полномочий. Приговор получила и его сожительница за мошенничество. Лебедева приговорили к 8 годам в исправительной колонии строгого режима, его пособницу к 4 годам лишения свободы с отсрочкой исполнения.